# Park Ji-young (actriz)
Park Ji-young (en hangul, 박지영; Jeonju, 25 de enero de 1969) es una actriz surcoreana.

## Carrera
Es miembro de la agencia PrainTPC.
Ha participado en series de televisión como The Woman Who Still Wants to Marry (2010), Romance Town (2011), The Fugitive of Joseon (2013), Tears of Heaven (2014), Don't Dare to Dream (2016), Moon Lovers: Scarlet Heart Ryeo y The Liar and His Lover.
En septiembre de 2021 se unió al elenco recurrente de la serie Lost (también conocida como "Disqualified from Being Human" o "No Longer Human"), donde da vida a Ah-ran, una actriz y una famosa autora.

## Filmografía

### Series
| Año     | Título                             | Papel           | Canal | Notas                        | Ref.                 |
| ------- | ---------------------------------- | --------------- | ----- | ---------------------------- | -------------------- |
| 1998    | As You Live                        | Choi Mal-ja     | KBS1  |                              |                      |
| 2000    | Tough Guy's Love                   | Bae Sang-ran    | KBS   |                              |                      |
| 2001    | Oriental Theater                   | Bae Ku-ja       | KBS   |                              |                      |
| 2003    | Perfect Love                       |                 | SBS   |                              |                      |
| 2004    | The Land                           | madre de Imi    | SBS   |                              |                      |
| 2008    | Who Are You?                       | Kim Young-ae    | MBC   |                              |                      |
| 2010    | The Woman Who Still Wants to Marry | Choi Sang-mi    | MBC   |                              |                      |
| 2011    | Romance Town                       | Oh Hyun-joo     | KBS   |                              |                      |
| 2013    | The Fugitive of Joseon             | Reina Munjeong  | KBS   |                              | [ 3 ]                |
| 2014    | Tears of Heaven                    | Yoo Soo-kyung   | MBN   |                              | [ 4 ]                |
| 2016    | Jealousy Incarnate                 | Bang Ja-young   | SBS   |                              | [ 5 ]                |
| 2016    | Moon Lovers: Scarlet Heart Ryeo    | Reina Yoo       | SBS   |                              |                      |
| 2017    | The Liar and His Lover             | Yoo Hyun-jung   | tvN   |                              |                      |
| 2017    | Save Me                            | Kang Eun-shil   | OCN   |                              |                      |
| 2017    | Distorted                          | Cha Yeon-soo    | SBS   |                              |                      |
| 2018    | Wok of Love (Greasy Melo)          | Cha Seol-ja     | SBS   |                              | [ 6 ]                |
| 2019    | Doctor Detective                   | Gong Il-soon    | SBS   |                              |                      |
| 2019    | VIP                                | Ha Tae-young    | SBS   |                              |                      |
| 2020    | When I Was the Most Beautiful      | Kim Yeon-da     | MBC   |                              |                      |
| 2021    | Off Route                          | Kang Kyung-ae   | JTBC  | JTBC Drama Festa, 1 episodio |                      |
| 2021    | Lost                               | Ah-ran          | JTBC  |                              |                      |
| 2021-22 | The Red Sleeve Cuff                | Cho Sang-gung   | MBC   |                              | [ 7 ]                |
| 2022    | It's Beautiful Now                 | Jin Soo-jung    | KBS2  |                              |                      |
| 2022    | I Have Not Done My Best            | Bong Yeon-ja    | tvN   |                              |                      |
| 2022    | Las hermanas                       | Ahn Hee-yeon    | tvN   | Cameo                        | [ 8 ]                |
| 2023    | Revenant                           | Yoon Kyung-moon | SBS   |                              | [ 9 ]                |
| 2023    | The Matchmakers                    | Park So-hyun    | KBS2  |                              | [ 10 ] [ 11 ] [ 12 ] |
| 2024    | Amor en la puerta de al lado       | Na Mi-sook      | tvN   |                              | [ 13 ] [ 14 ] [ 15 ] |
| 2024-25 | El negocio familiar                | Go Bong-hee     | KBS2  |                              | [ 16 ] [ 17 ]        |

### Películas
| Año  | Título                       | Papel                                | Notas | Ref.   |
| ---- | ---------------------------- | ------------------------------------ | ----- | ------ |
| 2007 | The Show Must Go On          | Mi-ryung                             |       |        |
| 2009 | One Step More to the Sea     | Yeon-hee                             |       |        |
| 2010 | The Housemaid                | Mi-hee                               |       |        |
| 2012 | The Concubine                | Reina Madre                          |       |        |
| 2015 | The Advocate: A Missing Body | Representante Joo                    |       |        |
| 2016 | The Queen of Crime           | Mi-kyung                             |       |        |
| 2018 | Microhabitat                 | Propietaria Oficial de Bienes Raíces | Cameo |        |
| 2019 | Lingering                    | Kyung-sun                            |       | [ 18 ] |
| 2019 | Memories                     | Investigadora K                      |       |        |
| 2020 | Oh! My Gran                  | Directora Song                       |       |        |
| 2020 | Hotel Lake                   | Kyung Sun                            |       | [ 19 ] |
| 2022 | The Roundup                  | Kim In-sook                          |       | [ 20 ] |

## Premios y nominaciones
| Año  | Premios              | Categoría                                   | Trabajo             | Resultado |
| ---- | -------------------- | ------------------------------------------- | ------------------- | --------- |
| 2021 | 2021 MBC Drama Award | Premio a la excelencia, actriz en miniserie | The Red Sleeve Cuff | Nominada  |